# Lago Oeschinen
O Lago Oeschinen é um lago localizado em Kandersteg, Suíça (norte dos Alpes Suíços), a uma altitude de 1578 m. este lago é rodeado pela Montanha de Bluemlisalp com 3663 m, pela Montanha Oeschinenhorn com 3486, pela Montanha Fründenhorn com 3369 e pela Montanha Doldenhorn com 3643 m. estas elevadas altitudes garantem o abastecimento necessário de água das chuvas e pelo degelo. 
O lago junto com as montanhas circundantes torna a área como uma extensão da área de Jungfrau - Glaciar de Aletsch - Bietschhorn, incluídos pela UNESCO na lista de Património Mundial Natural.